# Bataille de Pontvallain
 (octobre 2008).
Si vous disposez d'ouvrages ou d'articles de référence ou si vous connaissez des sites web de qualité traitant du thème abordé ici, merci de compléter l'article en donnant les références utiles à sa vérifiabilité et en les liant à la section « Notes et références ».
Guerre de Cent Ans
Batailles
La bataille de Pontvallain est une victoire de l'armée française contre les Anglais, le 4 décembre 1370, pendant la guerre de Cent Ans, à Pontvallain, dans le comté du Maine.

## Le contexte

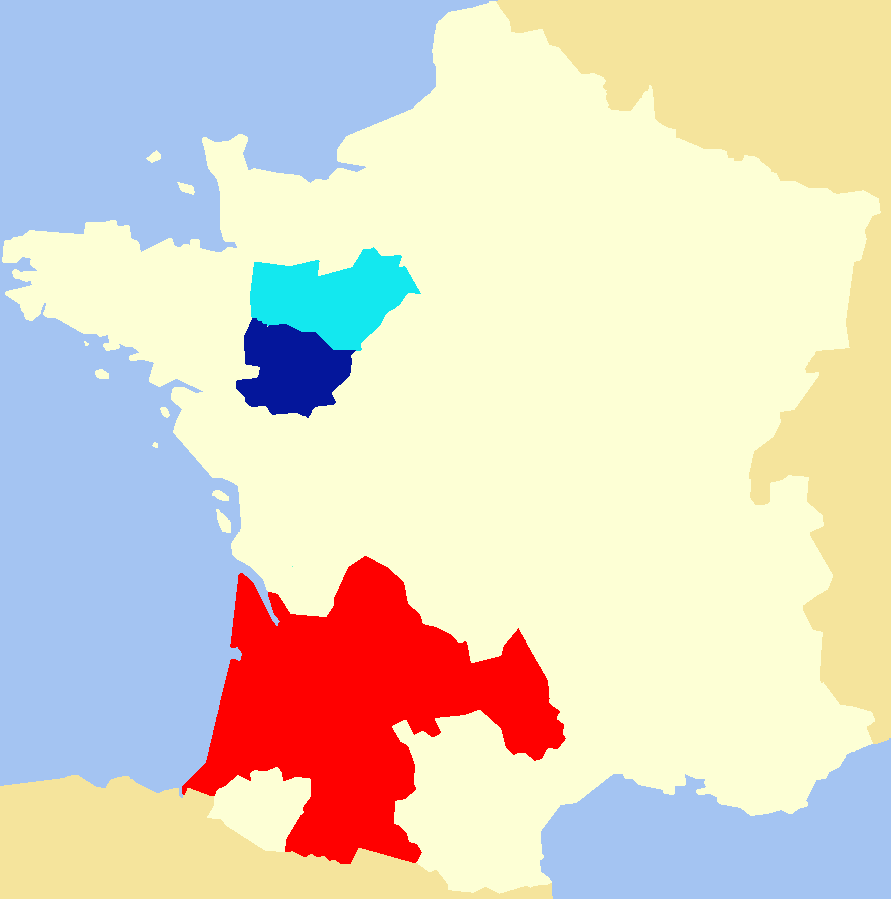
Illustration des comtés traditionnels français d'Anjou et du Maine avec le duché d'Aquitaine. Basé sur le fichier de l'utilisateur : Thomas Gun.

Au cours de l'automne 1370, la guerre de Cent Ans a été relancée depuis un an par Charles V. Après avoir donné un nouvel essor à l'économie en débarrassant le pays des Grandes Compagnies, il a instauré des impôts durables qui lui permettent de financer une armée permanente afin de reconquérir méthodiquement les territoires concédés au traité de Brétigny. Les Anglais, ruinés par leur participation à la Première Guerre civile de Castille, n'ont plus les moyens de se lancer dans des chevauchées qui pourtant ont le mérite de s'autofinancer. Le roi Édouard III d'Angleterre envoie donc Robert Knolles dans le Nord de la France, espérant ainsi détourner des troupes françaises pour soulager la Guyenne et leur infliger une défaite similaire à celles de Crécy ou de Poitiers.
Charles V n'est pas dupe et applique la stratégie de la terre déserte. De ce fait, Robert Knolles et Thomas Granson ne trouvent devant eux que le vide ou des villes solidement défendues et portes closes. Après avoir pillé le Nord de la France et la Beauce, l'armée anglaise arrive dans le Maine. Mais les pillages ne laissent pas les Français indifférents, les troupes sont massées dans les villes, et les citadins, voyant les fumées des faubourgs incendiés, grondent.
Charles V doit donner le change pour justifier les impôts prélevés : le 2 octobre 1370, il nomme comme connétable de France Bertrand du Guesclin, tout auréolé de ses victoires à Cocherel et en Castille. Accompagné par Olivier de Clisson et Jean de Vienne, Du Guesclin est envoyé aux trousses des Anglais, après le sac de La Rochelle.

## Les évènements

### Manœuvres préliminaires
Au mois de novembre, la situation évolue. Forts de leurs succès et las de leurs chevauchées, les soldats anglais commencent à relâcher leurs efforts. Les chefs de l'armée anglaise se querellent entre eux. Le 1er décembre 1370, après avoir levé une armée en Bretagne et en Normandie, Du Guesclin se lance à l'attaque de l'armée anglaise.
Ayant appris que Robert Knolles et Thomas Granson étaient avec 3 000 hommes sur les bords du Loir, entre Vendôme et Château-du-Loir, le connétable dirige ses troupes vers Le Mans, aux mains des Anglais. La ville ouvre ses portes à l'arrivée des Français. Du Guesclin se dirige ensuite sur Viré-en-Champagne où il reçoit un héraut d'armes envoyé par Thomas Granson qui, certain de la supériorité tactique de l'arc long anglais, voulait profiter de l'absence de Robert Knolles pour demander bataille et récupérer seul les rançons prélevées sur les prisonniers. Le connétable remet à l'envoyé quatorze marcs d'argent, le fait boire et le fait retenir le plus longtemps possible par quelques hommes, afin de prendre les devants avec le gros des troupes. Le soir même, par une pluie battante, il franchit à marche forcée les quarante-huit kilomètres qui le séparent de l'ennemi : l'armée française se dirige vers le sud, traverse la Sarthe au-dessous de Parcé, s'avance vers le sud-ouest, passe entre La Fontaine-Saint-Martin et Courcelles et arrive le lendemain matin dans la plaine du Rigalet, près du bourg de Pontvallain.

### La bataille

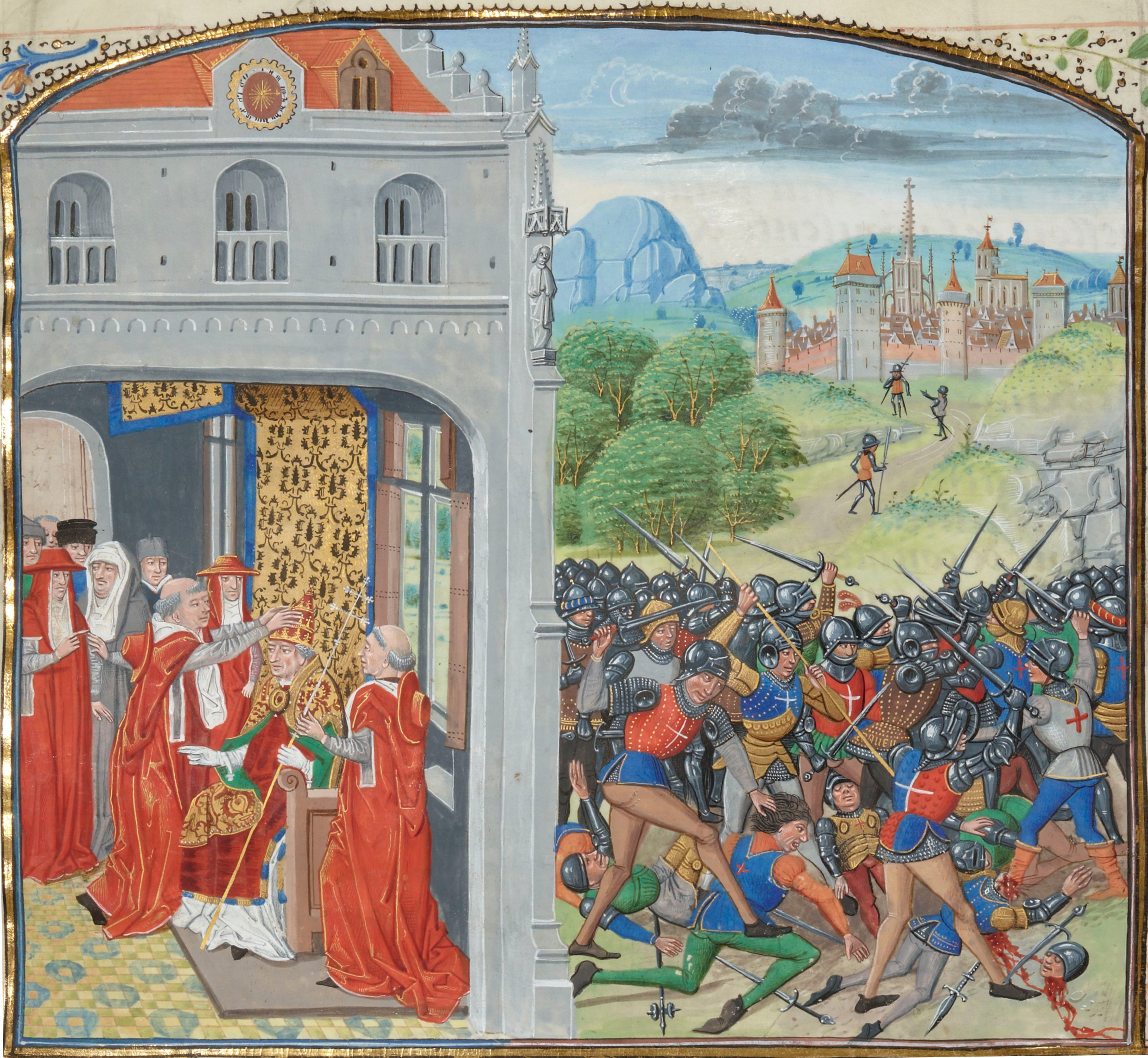
Bataille de Pontvallain et couronnement de Grégoire XI.

Du Guesclin sait qu'il ne faut pas laisser les archers se retrancher, sinon ils seront en mesure de décimer leurs assaillants. À l'aube du 4 décembre, après une heure de repos donnée à ses soldats, Bertrand du Guesclin et ses compagnons chargent, à pied et par surprise, le camp anglais (les chevaux non protégés sont des cibles faciles particulièrement vulnérables aux flèches de l'arc long) et mettent en déroute les troupes de Knolles et Granson. Cependant une centaine d'entre eux résistent pendant qu'un des leurs, Orsèle, rassemble les fuyards dans le bois de Fautreau. Il est surpris par le maréchal d'Audrehem, et les Anglais sont de nouveau bousculés. Le soir, 2 000 Anglais arrivent en soutien et il faut reprendre le combat. L'arrivée opportune d'Olivier de Clisson avec 500 hommes fait tourner l'affrontement à l'avantage des Français. L'armée commandée par le Maréchal de Sancerre, venue de Vendôme, est encore à quelques heures de là quand ce dernier apprend le succès de Pontvallain, il file alors au sud vers le corps anglais de Fitz-Walter, qui se replie au château de Vaas. Fitz-Walter n'a pas le temps de placer son armée, et est sèchement battu par Sancerre.
Bertrand du Guesclin fait soigneusement enterrer ses morts et placer sur leur tombe une croix de bois que les habitants ont toujours renouvelée jusqu'en 1828, époque à laquelle un châtelain voisin des lieux, M. Dubignon d'Angers fait élever un obélisque en pierre qui porte l'inscription suivante :

« Ici, après le combat de Pontvallain, en novembre 1370, Bertrand du Guesclin de glorieuse mémoire, fit reposer ses fidèles Bretons. Un ormeau voisin, sous lequel on éleva une cabane pour les blessés, une croix de bois plantée sur les morts ont donné à ce lieu le nom d'Ormeau ou de Croix-Brette. Français, que les dissensions intestines, que les invasions étrangères ne souillent plus désormais le sol de notre belle France. »

Cette défaite des Anglais est due en grande partie à la valeur de Guy XII de Laval ; et le roi Charles V le reconnut lui-même par le don qu'il lui fit de quatre mille livres d'or avec une pension de trois cents livres par mois pour son État.

### La reconquête du Maine
Le 5 décembre, Du Guesclin arrive sur la fin des combats pour compléter la victoire de Louis de Sancerre sur les Anglais retranchés à Vaas et, faisant un grand nombre de prisonniers. Granson lui-même est pris par Olivier de Clisson. Le 6, il enlève Saumur : le Maine est libéré.
L'armée anglaise est défaite. Parmi les chefs anglais, certains se sont enfuis pour retourner sur leurs terres, d'autres, capturés au combat, ont été libérés contre rançon. Les garnisons d'Anjou sont dissoutes.

## Dans la culture
Le jeu vidéo Age of Empires IV retrace cette bataille dans sa campagne.